# Chata na Dyleni
Chata na Dyleni (německy Tillenberg Schutzhaus) byla turistická chata, která stávala přibližně půl kilometru na severozápad od druhé nejvyšší hory Českého lesa – Dyleně. Chatu postavil v roce 1926 Německý alpský spolek Cheb (Deutscher Alpenverein Eger). Po druhé světové válce se Dyleň dostala do pro veřejnost zakázaného hraničního pásma a zdevastovanou chatu nechal stát v období let 1947–1948 strhnout. Vrchol kopce s původním sportovním a turistickým areálem obsadila armáda a Pohraniční stráž.
Spolek Život na Dyleň, jehož zakladateli byli v roce 2010 Ing. Petr Zítek a Ing. Jiří Maliňák, se snaží o obnovu turistické chaty na Dyleni na původním místě a v původním rozsahu. V roce 2013 vyčistili okolí chaty, zbytky zdiva a u chaty zabudovali turistický rozcestník. Na jaře 2014 se zde konalo turistické přeshraniční setkání.

## Historie
Po vzniku Československa a hlavně v poválečných ztížených finančních i politických podmínkách nebylo pro členy Německého alpského spolku Cheb a Chebsko/Deutscher Alpenverein Eger und Egerland jednoduché pokračovat v horské činnosti v Alpách. To byl také jeden z důvodů proč nasměřoval svou pracovní činnost do turistických a lyžařských oblastí v Čechách. V této době vznikla valná většina turistických značených cest na Chebsku a mnohé z nich procházely nebo přímo vycházely od vrcholu Dyleň.
Dne 24. června 1924 pořádal spolek na Dyleni první horskou slavnost, kterou pak v následujících letech pravidelně opakoval. V roce 1925 zakoupil na Dyleni pozemek o rozloze 2250 m² za 1500 Kč. Na mimořádném shromáždění 17. prosince 1925 výbor spolku prostudoval plány a rozhodl o výstavbě nové turistické chaty. Plánovaná výstavba nejen že oslovila chebskou veřejnost natolik, že během dobročinné sbírky na podporu stavebního fondu přispěla 76 391 Kč, ale v roce 1926 stoupla i členská základna na 246 osob. V březnu 1926 podepsala chebská firma Karel Jačík smlouvu na výstavbu kamenného soklu chaty a výstavbu dřevěné nástavby prováděla firma Josef Woisetschläger z Vyššího Brodu.
Dne 25. dubna 1926 proběhlo slavnostní položení základního kamene a již 3. října téhož roku spolek novou chatu slavnostně vysvětil. Slávy se účastnily spřátelené spolky a široká veřejnost. Promyšlená síť zimních i letních turistických cest po Českém lese se sbíhala přímo na vrcholu a tak od roku 1928 se mohly konat i zimní slavnosti. Turistickou chatu (díky nemalým finančním přínosům ze slavností) němečtí alpinisté dále vylepšovali. Na chatě přibyl Turnerský pokoj/Turnerzimmer (pojmenovaný po spolku Turnerů z Chebu), spolek zprovoznil chladicí zařízení, postranní terasy osadil lavicemi a sklopnými židlemi, vznikla 1,5 kilometru dlouhá silnička z Oldřichova a v roce 1931 se mu podařilo dokončit příjezdovou silnici. Vedle chaty spolek usadil oválný bazén s vodní kaskádou a malým vodotryskem, kam svedl vodu ze silného tzv. Granátového pramene nad chatou. Obliba chaty přinášela dostatek financí, takže spolek přikoupil kvůli pohodlí návštěvníků zimních slavností další pozemek o ploše 10 332 m².
Německý alpský spolek Cheb a Chebsko investoval i do rozsáhlé reklamní kampaně. O turistické chatě „Tillenberg Schutzhaus” se čtenáři dovídali z četných novinových článků, po okolních lázeňských střediscích probíhala pravidelná inzerce a letáky směřovaly i do škol a ostatních sportovních spolků. Pro zimní sporty investovali alpinisté do výstavby lyžařského centra. Okolí chaty využívali zejména jako cvičný lyžařský prostor a pořádali zde lyžařské kurzy. Chata sloužila také jako základna při pořádání zimních lyžařských závodů. Například v roce 1931 se zde konaly lyžařské závody „Okolo Dyleně“ (Rund um den Tillen) a sjezdový závod s překážkami. Chatu v této době navštěvovalo ročně okolo 4000 osob. V roce 1934 byla na vrcholu v místě trigonometrického kamene, vystavěném rakouskými armádními geometry v roce 1865, postavena trigonometrická věž, která sloužila zároveň jako jednoduchá rozhledna (výhled: S – Slavkovský les, Sokolovská pánev, západní hřeben Krušných hor s Klínovcem, Smrčiny se Zelenou horou a Hájem, V – Slavkovský les, Tepelská vrchovina, J – příhraniční pás Českého lesa a Šumavy, výjimečně Alpy, Z – pás Smrčin se Schneebergem a jejich předhůří).

## Vývoj po druhé světové válce

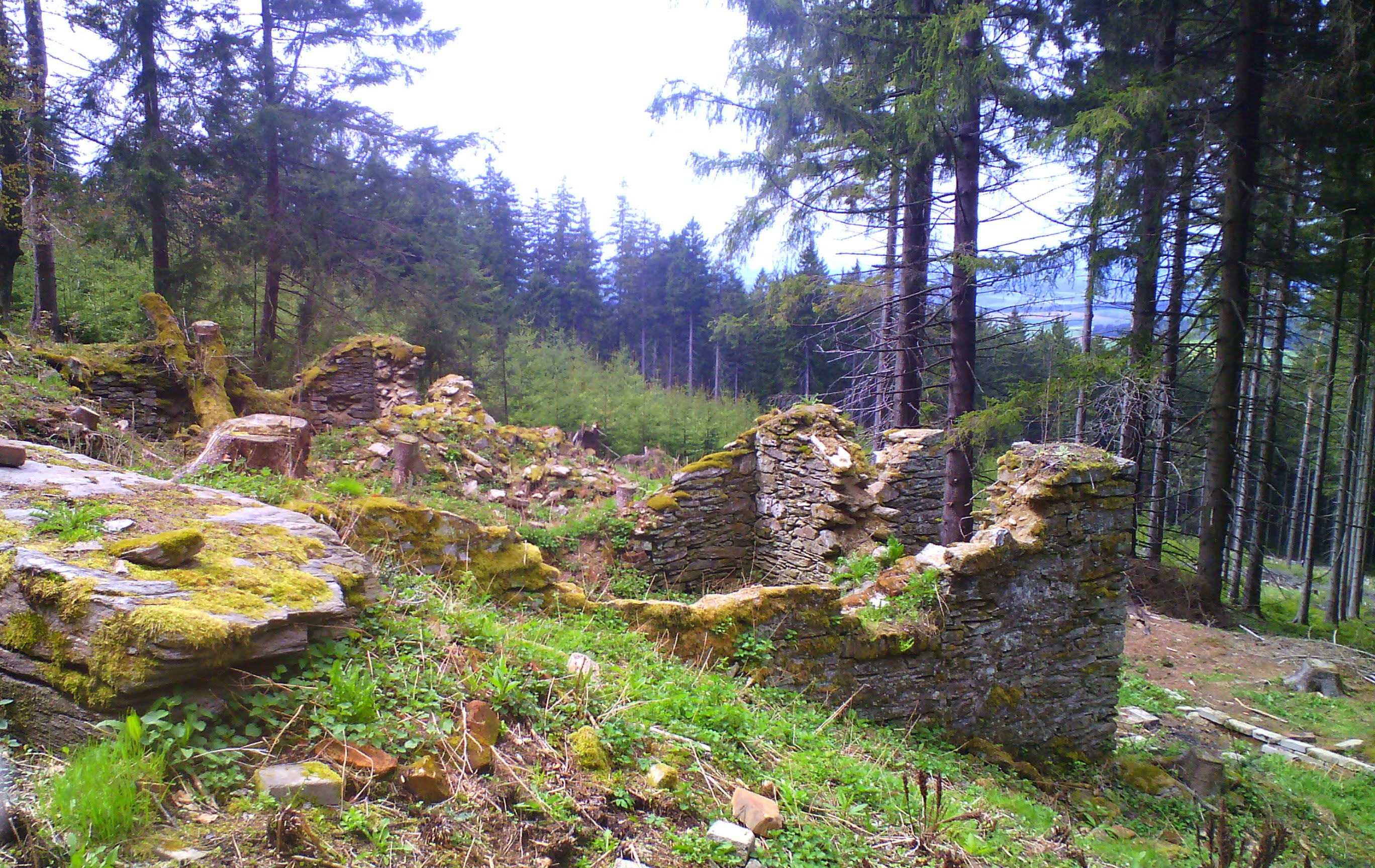
Zbytky chaty v květnu 2015

Po druhé světové válce a odsunu německého obyvatelstva byla opuštěná chata byla v roce 1947 (či 1948) stržena. Odsunuté německé obyvatelstvo si za podpory Sudetoněmeckého krajanského sdružení/Sudetendeutsche Landsmannschaft zbudovalo na památku model původní chaty (v měřítku 1 : 6) v areálu rozhledny Grenzlandturm v nedalekém Neualbenreuthu v Bavorsku. Necelých dvacet metrů od hranic umístili také v roce 1985 repliku žulového trigonomického patníku s nápisem Mittelpunkt Europas/Střed Evropy. V 60. letech vznikl na vrcholu Dyleně rozsáhlý vojenský areál (průzkumné stanoviště rádiového a radiotechnického průzkumu, pozorovací hláska radiotechnického praporu Kříženec a rota Pohraniční stráže VÚ 7495 Dyleň). V 70. letech 20. století svedla armáda vyvěrající vodu z Granátového pramene do nového vodojemu, kterým zásobovala útvar Pohraniční stráže a strhla trigonometrickou věž. Armáda opustila Dyleň v roce 1992. Po roce 1989 bylo území krátce přístupné. V roce 1994 se však někdejší bývalý vojenský areál dostal do majetku firmy Radio Egrensis, která zde vybudovala vysílač. Areál je nadále oplocený a pro turisty nepřístupný.

## Život na Dyleň
Spolek Život na Dyleň byl založen v roce 2010 s cílem rozvíjet turistiku v zapomenuté oblasti Českého lesa v okolí Dyleně, ve spojení s připomínámím, údržbou a péčí o zaniklé historické stavby a lidská sídla jako svědky historie tohoto regionu. Naší činností chceme dosáhnout oživení okolí Dyleně, které je i čtvrtstoletí od pádu železné opony velmi málo turisticky využívané.
Život na Dyleň, citace ze stanov spolku
Jedním ze stěžejních cílů spolku je výstavba zaniklé turistické chaty na Dyleni. V roce 2012 se spolku podařilo otevřít naučnou stezku „Stebnický potok“, která mapuje zapomenutá místa zaniklých vesnic, lidských sídel a staveb v daném území. Začíná v oblasti pramene Stebnického potoka na severozápadním svahu Dyleně a obnovované turistické chaty. Chata na Dyleni se tak má stát vyvrcholením a završením naučné stezky.

## Dostupnost
Pěšky je chata dostupná po turistických trasách:
- po  červené turistické značce z Broumova, z připojovacími trasami:
  -  modrou turistické značce z Neualbenreuthu z Německa.
  -  žlutou turistické značce z údolí Pfarrbühlbachu z Německa.
- po  červené turistické značce z Mýtiny, z připojovacími trasami:
  -  žlutou turistické značce z Krásného.
  -  červenou turistické značce z Dyleně, z připojovacími trasami:
    -  zelenou turistické značce z Krásného.
    -  zelenou turistické značce z Vysoké.
- po  naučné stezce Stebnický potok z Doubravy.